# Osterkommunion
Als Osterkommunion bezeichnet man in der katholischen Kirche:
- in weiterem Sinn die einmal jährliche Pflichtkommunion jedes zum Kommunionempfang berechtigten Katholiken in der sog. „österlichen Zeit“, d. h. während der Osterzeit oder der Österlichen Bußzeit (Fastenzeit),
- im engeren Sinn den Kommunionempfang in der Feier der Osternacht, für die bisherigen Katechumenen nach ihrer Taufe (und Firmung), für die übrigen Getauften nach Erneuerung ihrer Taufversprechen.